# Communauté de communes du Val Vert du Clain
La  Communauté de communes du Val Vert du Clain  était une communauté de communes française, située dans le département de la Vienne et la région Nouvelle-Aquitaine, maintenant regroupée au sein d'un nouveau Grand Poitiers.

## Composition
Elle est composée des communes suivantes :
| Nom                            | Code Insee | Gentilé        | Superficie (km2) | Population (dernière pop. légale) | Densité (hab./km2) |
| ------------------------------ | ---------- | -------------- | ---------------- | --------------------------------- | ------------------ |
| Jaunay-Clan (siège)            | 86115      | Jaunay-Clanais | 27,48            | 6 025 (2014)                      | 219                |
| Beaumont                       | 86019      | Beaumontois    | 21,44            | 1 913 (2014)                      | 89                 |
| Dissay                         | 86095      | Dissayens      | 23,71            | 3 170 (2014)                      | 134                |
| Marigny-Brizay                 | 86146      | Igny-Marins    | 20,81            | 1 326 (2014)                      | 64                 |
| Saint-Cyr                      | 86219      | Saint-Cyriens  | 15,03            | 1 098 (2014)                      | 73                 |
| Saint-Georges-lès-Baillargeaux | 86222      | Baillargeois   | 33,90            | 4 023 (2014)                      | 119                |

## Compétences
- Collecte et traitement des déchets des ménages et déchets assimilés
- Politique du cadre de vie
- Protection et mise en valeur de l'environnement
- Action sociale
- Création, aménagement, entretien et gestion de zone d'activités industrielle, commerciale, tertiaire, artisanale ou touristique
- Action de développement économique (Soutien des activités industrielles, commerciales ou de l'emploi, Soutien des activités agricoles et forestières...)
- Construction ou aménagement, entretien, gestion d'équipements ou d'établissements culturels, socioculturels, socio-éducatifs, sportifs
- Activités culturelles ou socioculturelles
- Schéma de cohérence territoriale (SCOT)
- Création et réalisation de zone d'aménagement concertée (ZAC)
- Création, aménagement, entretien de la voirie
- NTIC (Internet, câble...)
- Réalisation d'aire d'accueil ou de terrains de passage des gens du voyage
- Autres

## Autres adhésions
- Syndicat interdépartemental mixte pour l'équipement rural
- Syndicat mixte pour l'aménagement du Seuil du Poitou
- Syndicat Mixte Vienne-Services

## Histoire
- 23/12/92 Création du groupement - Date effet : 31/12/1992
- 11/12/97 Adhésion de MARIGNY-BRIZAY et modification des statuts
- 29/06/98 Modification des statuts
- 18/01/01 Modification des statuts
- 05/03/02 Modification des statuts
- 21/10/02 Modification des statuts
- 13/03/03 Modification des statuts
- 30/07/03 Modification des statuts
- 18/08/05 Modification des statuts
- 28/12/06 Modification des statuts
- 1er janvier 2017 : les fusions de communes et d'EPCI (Communauté de communes du Pays Chauvinois, Communauté de communes de Vienne et Moulière, Communauté de communes du Pays Mélusin, Grand Poitiers) créent un nouveau Grand Poitiers à 40 communes.

## Administration
| Période                                  | Période  | Identité        | Étiquette | Qualité            |
| ---------------------------------------- | -------- | --------------- | --------- | ------------------ |
| ???                                      | en cours | Francis Girault | DVD       | Conseiller général |
| Les données manquantes sont à compléter. |          |                 |           |                    |